# Harold Elliot Varmus
Harold Elliot Varmus (né le 18 décembre 1939) est un médecin oncologue américain, lauréat du prix Nobel de médecine en 1989. Le prix Nobel lui fut attribué (avec J. Michael Bishop) pour la découverte de l'origine cellulaire des oncogènes rétroviraux.

## Biographie
Harold Elliot Varmus a été directeur de l'Institut national du cancer (NCI) de juillet 2010 à mars 2015.

De 2000 à 2010, il fut président du Memorial Sloan-Kettering Cancer Center à New York. De 1993 à 1999, il a été directeur des National Institutes of Health. Avant 1993, il était professeur à l'université de Californie à San Francisco.